# 米德爾福克二號鎮區 (北卡羅萊納州福賽斯縣)
米德爾福克二號鎮區（英語：Middle Fork II Township）是位於美國北卡羅萊納州福賽斯縣的一個鎮區。

## 地方資料
米德爾福克二號鎮區的面積為16.06平方千米，當中陸地面積為16.00平方千米，而水域面積為0.06平方千米。根據2020年美國人口普查的數據，當地共有人口2902人，而人口密度為每平方千米180.7人。